# Boundary Peak
Boundary Peak és el punt més alt de l'estat de Nevada (Estats Units), amb 4.007 metres d'altitud. Es troba al comtat d'Esmeralda dins de la Sierra Nevada.
S'ubica totalment dins de l'estat de Nevada, encara que es troba a menys d'1 km de la frontera amb Califòrnia, d'on deriva el seu nom. A l'altre costat de la frontera, ja a Califòrnia hi ha el Montgomery Peak (4.097 metres) i del qual es considera un cim secundari ja que el Boundary Peak sols té 77 metres de prominència.
El Boundary Peak és 25 metres més alt que la següent cima de Nevada, el Wheeler Peak (3982 m).
La zona que l'envolta és un parc natural: Boundary Peak Wilderness Area.